# Blonker
Дитер Гайке (нем. Dieter Geike, 25 декабря 1946 года) — немецкий композитор и музыкант, мультиинструменталист, известный как «Blonker». Играл на клавишных, бас-гитаре, гитаре, мандолине, перкуссии и драм-машине. В его музыке можно услышать переплетения разных стилей и жанров: джаз, рок, классика и нью-эйдж.

## Биография
В августе 1978 года, после выхода из состава образованной в 1972 году краут-роковой группы «Blonker», Дитер Гайке стал использовать название коллектива как свой творческий псевдоним. «Die Zeit Steht Still», считающийся дебютным альбомом исполнителя, на самом деле был выпущен группой в марте 1978 года, когда Гайке ещё числился в ней. Но уже в 1980 году он подписал контракт со звукозаписывающим лейблом «Philips Records» и выпустил там два альбома: «Fantasia» и «Windmills».
Четыре года спустя он переходит на лейбл «Mercury», где записывает 3 полноформатных альбома. Начиная с 1990 года Гайке работает на другом лейбле — «BSC Music».
В течение 1990-х годов композитор получает много положительных отзывов относительно своего проекта. Постепенно он стал известным в Европе и США. В России немецкий мультиинструменталист узнаваем прежде всего по мелодичной «Sidewalk Cafe».
В течение 7 лет с момента релиза альбома «Journey to The Windward Islands», автор не отличался плодовитостью, и новый CD появился лишь в 2002 году.
В 2013 году вышел альбом «Indigo». Диск выпущен под именем Дитер Гайке и включает 12 новых треков и современную версию заглавной композиции.
Ближайшим аналогом подобной гитарной музыки можно назвать «Acoustic Alchemy». Даже далёкие от таких вещей люди в конце XX — начале XXI века, обязательно слышали эти мелодии, хоть и не имея представления, чьи они: фон в торговых центрах, по радио или телевидению, в звуковом оформлении передач, на финальных титрах или в рекламе. Инструментальные композиции «Blonker» гармоничны и легко запоминаются.

## Дискография

### Альбомы
- 1978 — Die Zeit Steht Still
- 1980 — Fantasia
- 1981 — Windmills
- 1983 — Homeland
- 1984 — Inside
- 1985 — Die Zeit der Träume
- 1989 — Time To Remember
- 1990 — Wellness: Der Gitarrensound von Blonker
- 1993 — The Tree Of Life
- 1995 — Journey To The Windward Islands[2]
- 2002 — Straight Ahead
- 2003 — Zeitreise: 25 Jahre Gitarrenmusik 1978—2003
- 2013 — Indigo

### Синглы
- 1978 — Indigo / Kannst Mal Seh'n (1) - Brain-Metronome
- 1978 — Indigo / Kannst Mal Seh'n (2) - Brain
- 1978 — Indigo / September
- 1980 — The Rose / Emily
- 1980 — Sidewalk Cafe / Tender Steel
- 1980 — Aranjuez / Let It Be Me
- 1981 — White Disaster
- 1981 — Amazonas
- 1981 — End Of The Day
- 1981 — Here There And Everywhere / Oslo Fjorden
- 1983 — African Kalimba / Homeland
- 1984 — Midsummernight / Hearts
- 1989 — Blue Carousel / Waiting
- 1989 — Blue Carousel / Waiting
- 1993 — La Valetta / Travelling